# Schweizisk standardtysk
Schweizisk standardtysk (tysk: Schweizer Standarddeutsch), eller Schweizisk højtysk (tysk: Schweizer Hochdeutsch eller Schweizerhochdeutsch), af schweizere kaldt Schriftdeutsch, eller Hochdeutsch, er et af Schweiz' fire officielle sprog, sammen med fransk, italiensk og rætoromansk. Det er en variant af standardtysk der udelukkende bruges i de tysktalende dele af Schweiz. Det skrives hovedsageligt, og bruges sjældent i tale.
Schweizisk standardtysk er ikke en tysk dialekt, men en variant af standardtysk. Det må ikke forveksles med schweizertysk, som er et paraplybegreb for de forskellige alemannisk tyske dialekter (forstået som "traditionelle regionale varianter") som er dagligdagssprog i tysktalende dele af Schweiz.
Tysk er et pluricentrisk sprog. I modsætning til andre lokale varianter af tysk har schweizisk standardtysk særlige egenskaber i alle lingvistiske domæner: ikke kun indenfor fonologi, men også i ordforråd, syntaks, morfologi og ortografi. Disse karakteristiske egenskaber for schweizisk standardtysk kaldes Helvetismer.

## Fodnoter
1. ↑  Russ (1994), s. 7.
2. ↑  Sanders, Ruth H. (2010), German: Biography of a Language, New York: Oxford University Press, Inc., s. 200, ISBN 978-0-19-538845-9
3. ↑  Horvath, Barbara M.; Vaughan, Paul (1991), Community languages: a handbook, Multilingual Matters, Multilingual Matters, s. 101, ISBN 978-1853590917
4. ↑  Dürscheid & Businger (2006).
5. ↑  Russ (1994), s. 55–56, 73–80, 84–87, 89–92, 96, 100 and 114.
6. ↑  "The problems of Austrian German in Europe". euro|topics. 16. marts 2006. Arkiveret fra originalen 18. maj 2015. Hentet 2015-05-13.
7. ↑  Leeman, Adrian (2012), Swiss German Intonation Pattern, Studies in language variation, vol. 10, John Benjamins, ISBN 9789027234902
8. ↑  Brugen af den bogstavelige oversættelse Højtysk til at henvise til det tyske dachsprache bør undgås, da der eksisterer en regional variantgruppe af samme navn.
9. ↑  Hove (2007).
10. ↑  Hove (2007), s. 2 and 4.
11. ↑  "Programme national de recherche PNR 56: Diversité des langues et compétences linguistiques en Suisse" (fransk). Berne, Switzerland: Fonds National Suisse. 2009. Arkiveret fra originalen 16. september 2012. Hentet 2015-05-10.

## Yderligere læsning
- Ammon, Ulrich;  et al., red. (2004), Variantenwörterbuch des Deutschen. Die Standardsprache in Österreich, der Schweiz und Deutschland [...] (tysk), Berlin/New York, ISBN 3-11-016575-9 {{citation}}: Eksplicit brug af et al. i: |editor-first1= (hjælp)
- Bickel, Hans; Landolt, Christoph (2012), Duden. Schweizerhochdeutsch. Wörterbuch der Standardsprache in der deutschen Schweiz (tysk), Mannheim/Zürich: Schweizerischer Verein für die deutsche Sprache, ISBN 978-3-411-70417-0
- Dürscheid, Christa; Businger, Martin, red. (2006), Schweizer Standarddeutsch: Beiträge zur Varietätenlinguistik, Tübingen, Germany: Narr Francke Attempto, ISBN 978-3-8233-6225-8
- Hägi, Sara (2006), Nationale Varietäten im Unterricht Deutsch als Fremdsprache (tysk), Frankfurt am Main, Germany u. a., ISBN 3-631-54796-X
- Hägi, Sara; Scharloth, Joachim (marts 2005), Ist Standarddeutsch für Deutschschweizer eine Fremdsprache? - Untersuchungen zu einem Topos des sprachreflexiven Diskurses, Linguistik online (tysk), arkiveret fra originalen 29. september 2011, hentet 2015-05-10
- Heule, Martin (19. september 2006), Ist der Dialekt an allem schuld? (mp3) (radio broadcast), Kontext (tysk), Basel, Switzerland: SRG SSR idée suisse SRF 2, hentet 2009-12-15 {{citation}}: Ekstern henvisning i |series= (hjælp)
- Hove, Ingrid (22. juni 2007). Schweizer Hochdeutsch. Die Aussprache des Deutschen in der Schweiz (PDF) (Tale). Jahrestagung des Schweizerischen Vereins für die deutsche Sprache und der Gesellschaft für deutsche Sprache (tysk). Lucerne, Switzerland. Hentet 2015-05-13.
- Krech, Eva Maria; Stock, Eberhard; Hirschfeld, Ursula; Anders, Lutz-Christian (2009), "Die Standardaussprache in der deutschsprachigen Schweiz", Deutsches Aussprachewörterbuch, Berlin, New York: Walter de Gruyter, ISBN 978-3-11-018202-6
- von Matt, Peter (2012), "Deutsch in der Deutschen Schweiz",  i Peter von Matt (red.), Das Kalb vor der Gotthardpost. Zur Literatur und Politik in der Schweiz (tysk), München, Germany: Carl Hanser Verlag, s. 127-138, ISBN 978-3-446-23880-0
- Meyer, Kurt (2006), Schweizer Wörterbuch. So sagen wir in der Schweiz (tysk), Frauenfeld, Switzerland, ISBN 3-7193-1382-4
- Russ, Charles (1994), The German Language Today: A Linguistic Introduction, London: Routledge, ISBN 0-203-42577-4
- Scharloth, Joachim (juni 2004), "6.1. Standardvariationen und Sprachauffassungen in verschiedenen Sprachkulturen [Standard Variations and Conceptions of Language in Various Language Cultures]", Zwischen Fremdsprache und nationaler Varietät: Untersuchungen zum Plurizentrizitätsbewusstsein der Deutschschweizer, Internet-Zeitschrift für Kulturwissenschaften (tysk), Graz, Austria: Rudolf Muhr (Universität Graz), hentet 2015-05-10
- Siebenhaar, Beat; Wyler, Alfred (1997), Dialekt und Hochsprache in der deutschsprachigen Schweiz (PDF) (tysk) (5 udgave), Zurich, Switzerland: Pro Helvetia, hentet 2015-05-10
- Siebenhaar, Beat (n.d.), Das Verhältnis von Mundarten und Standardsprache in der deutschen Schweiz (PDF) (tysk), ???: ???, hentet 2015-05-10